# 喬爾蓬阿塔
喬爾蓬阿塔（羅馬化：Cholpon-Ata）是吉尔吉斯斯坦的城鎮，由伊塞克湖州負責管轄，位於該國北部伊塞克湖北岸，距離首府卡拉科爾135公里，始建於1922年，2009年人口約10,500。

## 外部連結
- Image gallery of Cholpon-Ata
- Image gallery of the Ruh Ordo Cultural Center

42°39′N 77°05′E / 42.650°N 77.083°E